# Houssiatyn
Houssiatyn (en ukrainien : Гусятин) ou Goussiatine (en russe : Гусятин) est une commune urbaine de l'oblast de Ternopil, en Ukraine occidentale. Sa population s'élevait à 6 824 habitants en 2024.

## Géographie
Houssiatyn est arrosée par la rivière Zbroutch et se trouve à 69 km au sud-est de Ternopil et à 348 km au sud-ouest de Kiev.

### Transport
La ville possède une gare routière et une gare ferroviaire, depuis 2017 la relation vers Ternopil a repris.

## Histoire
La ville fut attribuée à l'empire d'Autriche par la première partition de la Pologne, en 1772. Nommée Hussiatyn, puis Husiatyn après 1867, elle est le chef-lieu du district de même nom, l'un des 78 Bezirkshauptmannschaften (powiats) en province (Kronland) de Galicie en 1900 et reliée au chemin de fer en 1884. Après l'effondrement de l'Autriche-Hongrie en 1918, la région fut disputée par la Pologne et la Russie soviétique. La paix de Riga, signée le 18 mars 1921, attribua la Galicie orientale à la Pologne. En septembre 1939, à la suite du pacte germano-soviétique, l'Armée rouge envahit la région, qui fut annexée par l'Union soviétique et incorporée à la république socialiste soviétique d'Ukraine. Houssiatyn fut ensuite occupée par l'Allemagne nazie du 7 juillet 1941 au 24 mars 1944. La communauté juive de la ville est décimée dans des exécutions de masse sur place et des déportations. Les juifs étaient nombreux dans la ville, ils donnèrent une dynastie hassidique qui porte nom le nom de la ville, les Hassidim de Houssiatyn. Elle redevint soviétique après la guerre.

## Population
Recensements (*) ou estimations de la population :
| 1959* | 1970* | 1979* | 1989* |
| ----- | ----- | ----- | ----- |
| 2 027 | 2 514 | 3 960 | 6 618 |

| 2001* | 2012  | 2013  | 2014  |
| ----- | ----- | ----- | ----- |
| 6 731 | 7 122 | 7 147 | 7 178 |

## Personnalités
- Severyn Nalyvaïko (?-1597), chef cosaque, né à Houssiatyn.

## Lieux d'intérêt

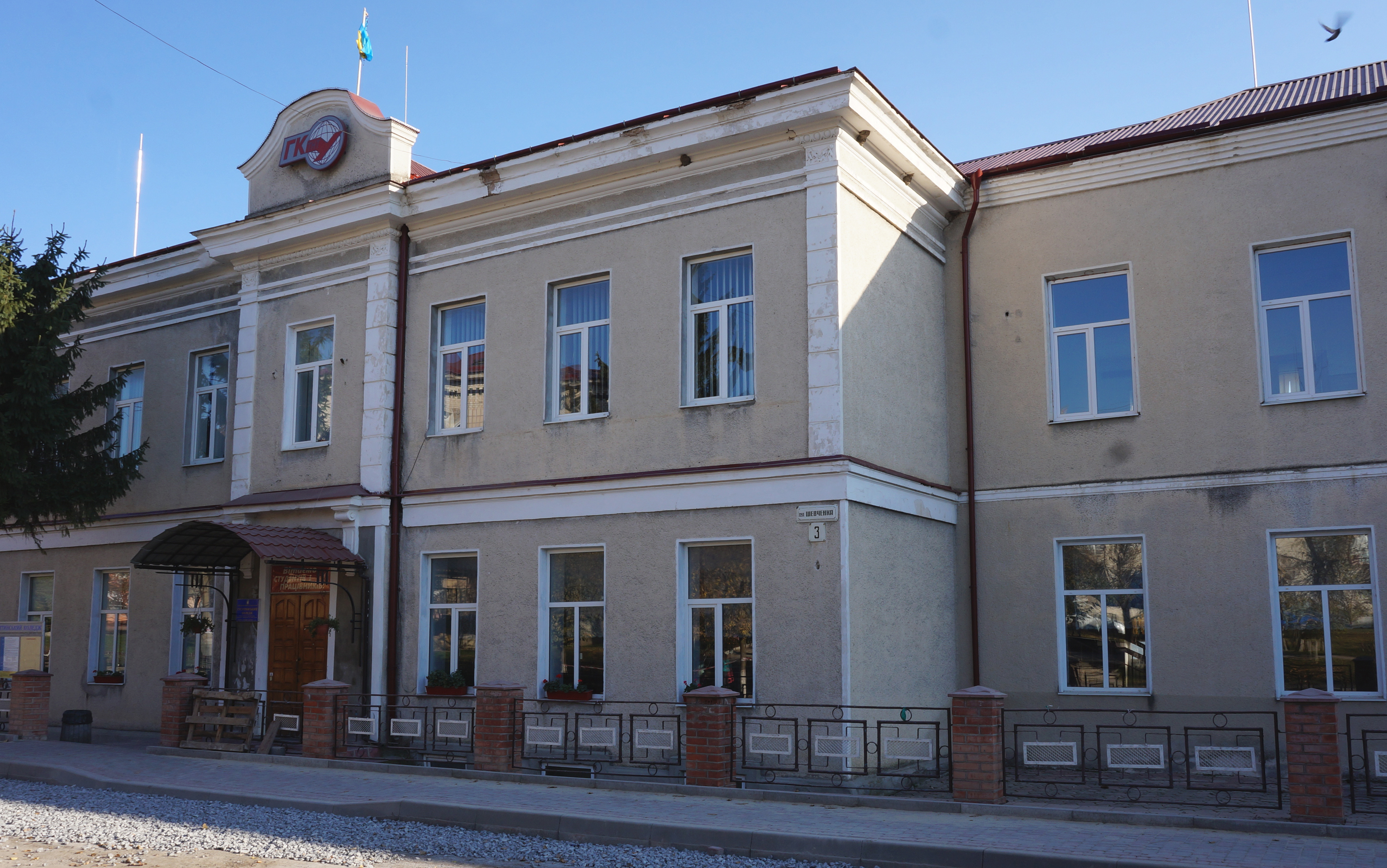
Maison du peuple, classée[6],
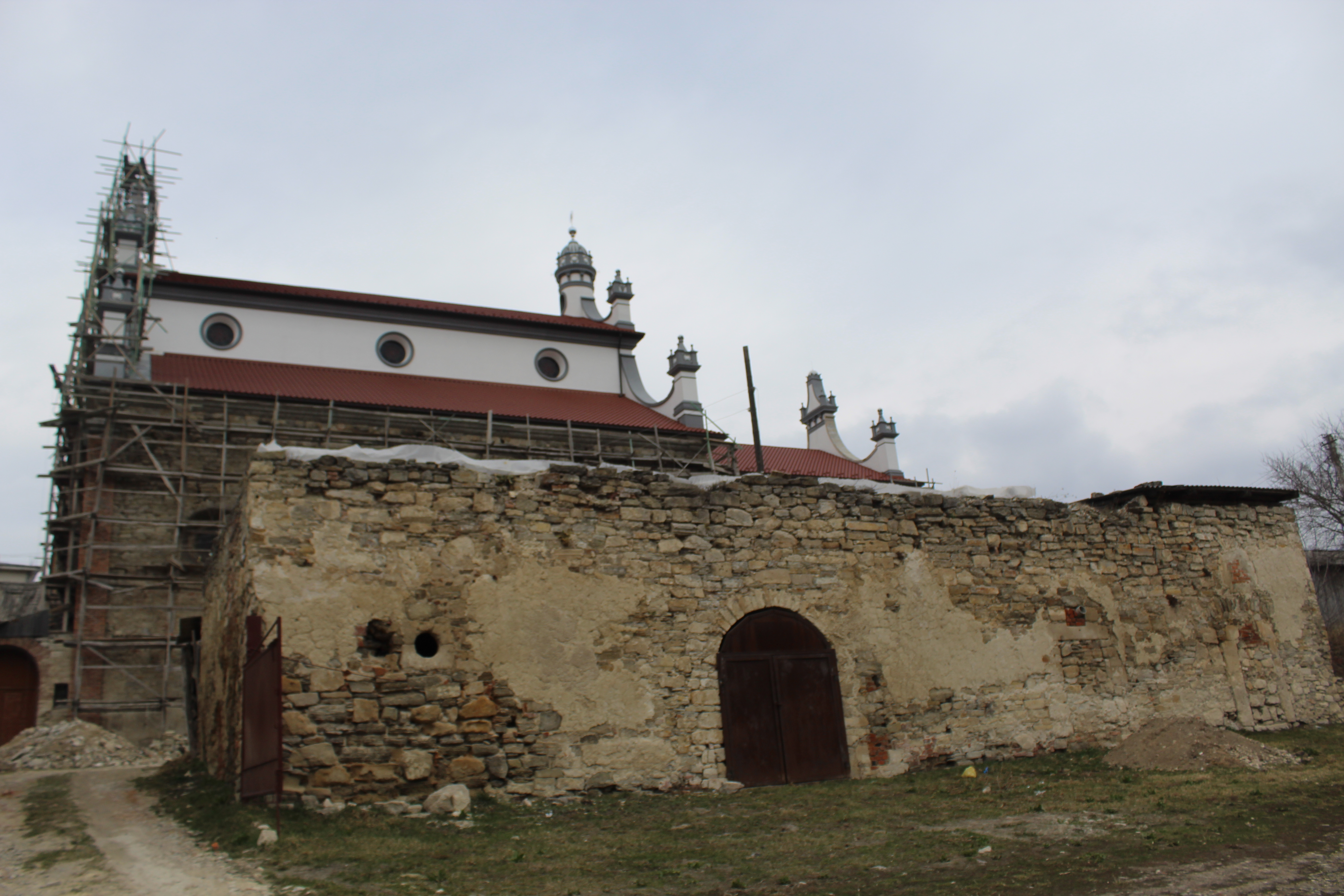
Le monastère des Bernardins d'Houssiatyn, classé[7],
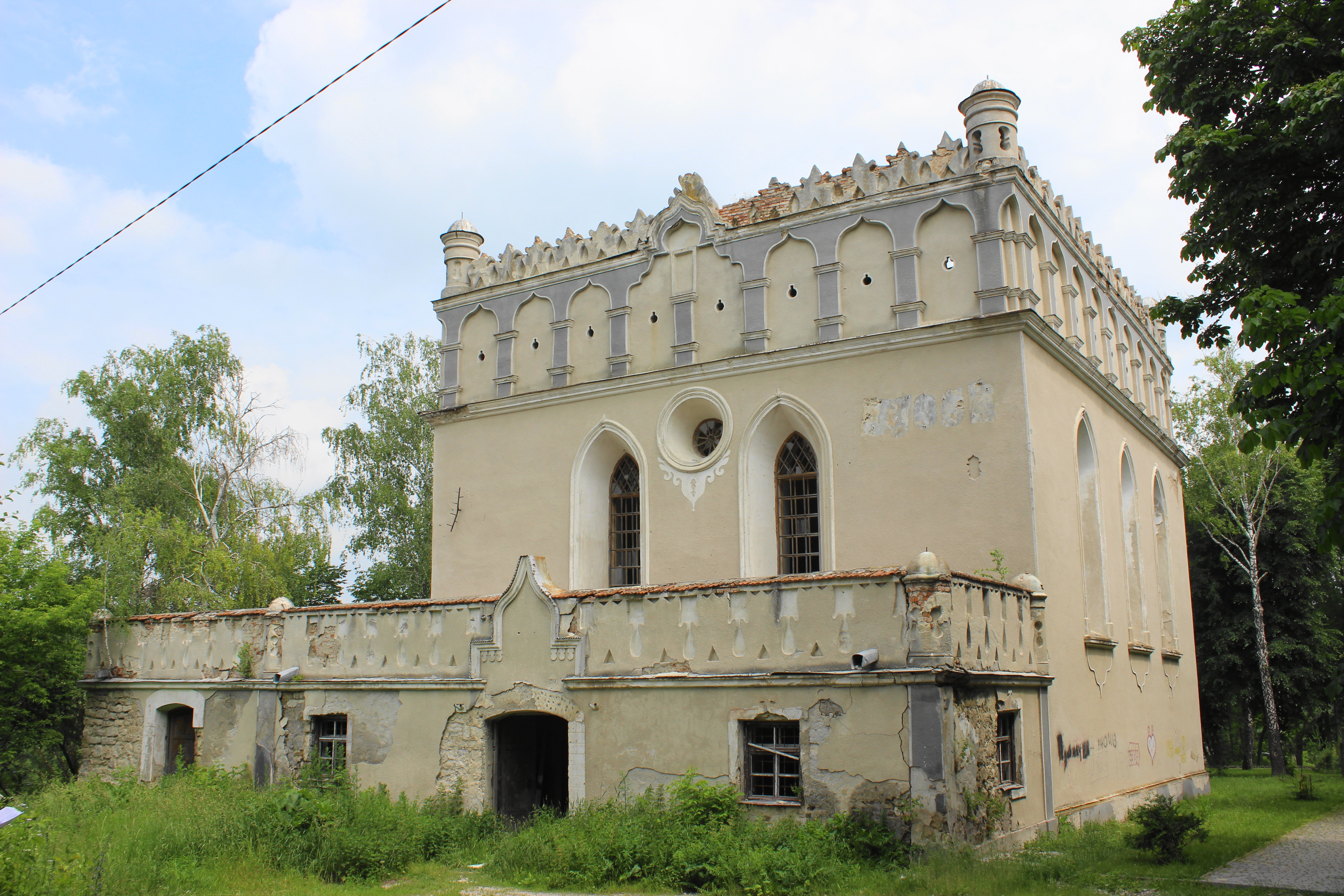
grande synagogue, classée[8].